# Jerzy Harwot
Jerzy Harwot též Georg Harwot (7. května 1853, Puncov – 4. prosince 1904, Přemyšl) byl polský pedagog a publicista.
Narodil se v rodině rolníka Pawła Harwota. V letech 1877–1901 působil na gymnáziu v haličském Přemyšlu. Je mj. autorem ve své době populární učebnice Deutsches Lehr- und Lesebuch für die Oberclassen höherer Schulen von Galizien (1882) či publikace Cieszyn i ziemia cieszyńska pod względem geograficznym i statystycznym (1893).
Působil rovněž jako představený evangelické farnosti v Jarosławi.